# Rachel Atherton
Rachel Atherton (Wells, 6 de diciembre de 1987) es una deportista británica que compitió en ciclismo de montaña en la disciplina de descenso.
Ganó nueve medallas en el Campeonato Mundial de Ciclismo de Montaña entre los años 2006 y 2018, y una medalla de oro en el Campeonato Europeo de Ciclismo de Montaña de 2006.
En 2017 recibió el Premio Laureus al «Mejor deportista de acción del año».

## Medallero internacional
| Campeonato Mundial | Campeonato Mundial            | Campeonato Mundial | Campeonato Mundial |
| Año                | Lugar                         | Medalla            | Competición        |
| ------------------ | ----------------------------- | ------------------ | ------------------ |
| 2006               | Rotorua (Nueva Zelanda)       | Medalla de bronce  | Descenso           |
| 2007               | Fort William (Reino Unido)    | Medalla de plata   | Descenso           |
| 2008               | Val di Sole (Italia)          | Medalla de oro     | Descenso           |
| 2011               | Champéry (Suiza)              | Medalla de plata   | Descenso           |
| 2013               | Pietermaritzburg (Sudáfrica)  | Medalla de oro     | Descenso           |
| 2014               | Hafjell/Lillehammer (Noruega) | Medalla de plata   | Descenso           |
| 2015               | Vallnord (Andorra)            | Medalla de oro     | Descenso           |
| 2016               | Val di Sole (Italia)          | Medalla de oro     | Descenso           |
| 2018               | Lenzerheide (Suiza)           | Medalla de oro     | Descenso           |
| Campeonato Europeo |                               |                    |                    |
| Año                | Lugar                         | Medalla            | Competición        |
| 2006               | Commezzadura (Italia)         | Medalla de oro     | Descenso           |